# Колмозеро (населённый пункт)
Колмозеро — упразднённый в 1999 году населённый пункт в Ловозерском районе Мурманской области России. Располагался на берегу одноимённого озера.

## География
Расположен на восточном берегу озера Колмозеро, вблизи впадения реки Юнко, в 120 км от с. Ловозеро.

## Топоним
Колмозеро, Колмъявр восходит к саамскому слову «коллм», означающем числительное «три».

## История
Возник в конце 1950-х годов.
Снят с учёта 03 ноября 1999 года согласно Закону Мурманской области от 03 ноября 1999 года № 162-01-ЗМО «Об упразднении некоторых населенных пунктов Мурманской области».

## Инфраструктура
Установлена гидрометеостанция.

## Транспорт
Находится в труднодоступной местности.